# The Financial Express (Inde)
The Financial Express (FE) est un journal d'affaires indien de langue anglaise. Fondé en 1961, il est publié par le groupe Indian Express (en) depuis 2015. Le Financial Express est spécialisé dans les informations financières tant internationales que concernant plus spécifiquement l'Inde.
Il publie 11 éditions locales.